# والنتینا وزالی
والنتینا وزالی ورزشکار زن رشتهٔ شمشیربازی اهل کشور ایتالیا است. وی در بین سال‌های ‎۱۹۹۶ تا ۲۰۱۲ میلادی در مسابقات بازی‌های المپیک تابستانی در مجموع ۹ مدال، شامل ۶ مدال طلا و ۱ نقره و ۲ برنز را کسب کرد.